# Тимирязевское кладбище
Тимирязевское кладбище — небольшое кладбище в Северном административном округе Москвы (Тимирязевский район), размер примерно полгектара земли. Самое маленькое кладбище Москвы.

## Описание
Название получило от одноимённой сельскохозяйственной академии, на территории которой находилось. Большая часть могил принадлежит академикам, профессорам, доцентам и преподавателям академии. Также на кладбище расположены  захоронения двух лесников, о которых на надгробиях указана лишь профессия и фамилии — Зеленов и Налимов.
На кладбище расположен мемориал памяти погибшим сотрудникам академии, преподавателям и студентам, ставшим жертвами борьбы с фашизмом. Мемориал включает в себя фигурный барельеф и стелу, на которой перечислены имена погибших.
Последнее захоронение на кладбище было сделано в 2002 году.

## Похороненные на кладбище
- Дмитриев, Андрей Михайлович
- Кантор, Моисей Исаакович
- Лисицын, Петр Иванович
- Турский, Георгий Митрофанович
- Фортунатов, Алексей Фёдорович (агроном)